# تیامین تری‌فسفات
تیامین تری‌فسفات (به انگلیسی: Thiamine triphosphate) با فرمول شیمیایی C۱۲H۱۹N۴O۱۰P۳S یک ترکیب شیمیایی با شناسه پاب‌کم ۱۸۹۸۹ است. که جرم مولی آن ۵۰۴٫۲۸۸ g/mol می‌باشد. 